# Dapha valeusalis
Dapha valeusalis là một loài bướm đêm trong họ Erebidae.